# Settimo Vittone
Settimo Vittone er en italiensk by (og kommune) i regionen Piemonte i Italien, med omkring 1.507(2023) indbyggere. 